# Balestro del Girifalco
Le Balestro del Girifalco, est une reconstitution historique médiévale majeure en Toscane. Elle se déroule à Massa Marittima.
Cette manifestation est un tournoi de tir à la cible. Il consiste à tirer avec l'arbalète ancienne à l'italienne sur une cible (dit Corniolo ou Tasso fixé sur une grande image du Girifalco).
Sauf cas particuliers, le Balestro del Girifalco se déroule sur la place de la ville deux fois par an : le quatrième dimanche du mois de mai et le deuxième dimanche d'août.
|  |  |

Chaque tournoi se déroule entre arbalétriers représentant les trois Terzieri qui composent la ville depuis la période de la libre commune. L'évocation historique, nécessite la participation d'environ 150 figurants, revêtus de précieux costumes médiévaux en velours.
Parmi ces figurants on distingue les représentants de la commune libre et des anciennes institutions de la ville : Les trois Terzieri et les manieurs d'étendards de la Compagnia Sbandieratori e Musici Massetani. Ces derniers se produisent avant le début de la compétition qui se déroule dans le merveilleux cadre de la place Garibaldi, en face de la célèbre Cathédrale de Massa Marittima.
Les trois Terzieri sont : Cittanuova (couleurs : blanc, rouge et vert), Cittavecchia (couleurs : blanc, noir et jaune) et Borgo (couleurs : jaune or, bleu et rouge). Chaque Terziere est représenté par 8 arbalétriers. Ainsi 24 arbalétriers participent au tournoi.

## Le tournoi
Le  Balestro se compose de deux moments fondamentaux : le premier le samedi précédant le dimanche du tournoi et le second le dimanche de la compétition.
Le samedi se déroule le « tirage au sort ». Dans le palais communal, en présence des autorités de la commune, de la société des Terzieri et des membres. L'ordre de tir est tiré au sort. D'habitude, le premier Terziere tiré au sort emporte l'avantage, car la cible (corniolo) est complètement vierge.
L'ordre de passage est matérialisé par l'exposition successive des étendards des trois Terzieri sur la façade du palais communal dans l'ordre du tirage au sort.
Le dimanche, jour du tournoi, se déroule la partie principale du Balestro. Débute alors le défilé historique  le long des petites rues médiévales de la ville. Le défilé démarre du siège de la  « société des Terzieri ». Les figurants de la « libre commune » se mettent en route munis du Vessillo et du Palio qui sera remis au Terziere gagnant. Au fur et à mesure de son avancée, le cortège passe par les divers sièges des Terzieri, où chaque fois, au son des chiarine et au roulement des tamburins, les représentants se joignent au défilé.

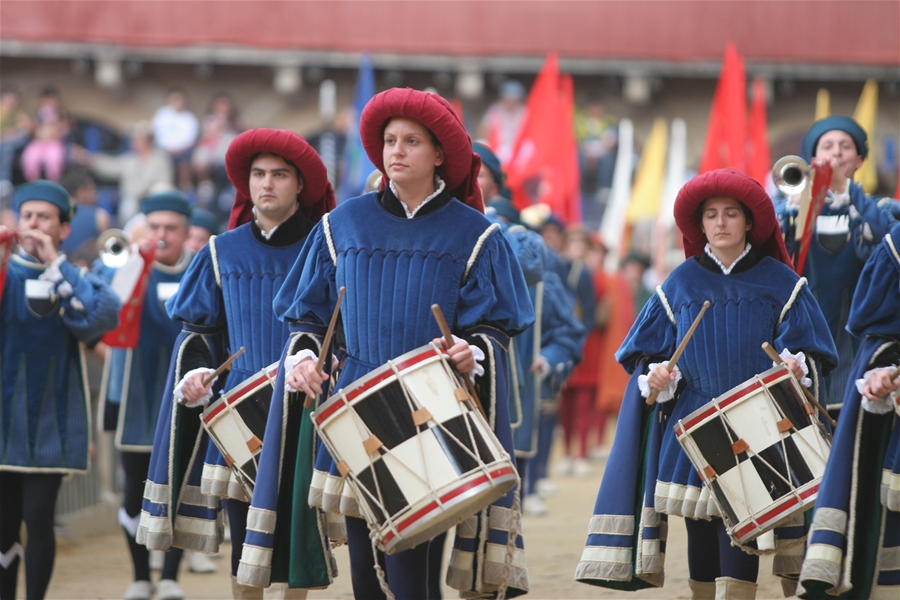
Tamburini.

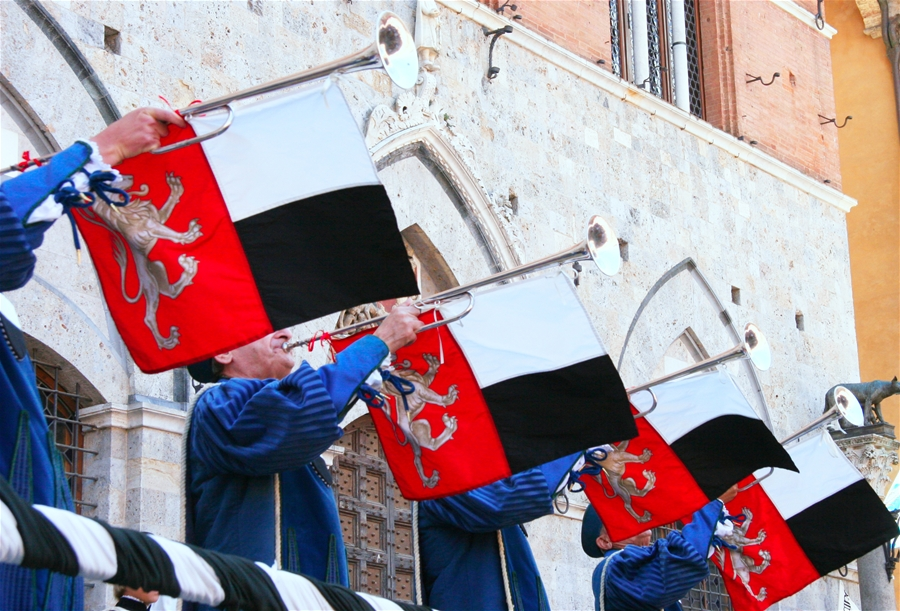
Trompettes/Chiarine.

Le parcours se termine par l'entrée dans la place, où les figurants prennent place sous les yeux du public, dans l'attente que les porteurs d'étendards exécutent leur exhibition avec leurs exercices démontrant leurs maîtrise dans le maniement des étendards.
Le spectacle terminé, les chiarine et les tambourins annoncent l'intervention du héraut, lequel donne lecture du règlement et déclare l'ouverture de la tenzone.
Chaque arbalétrier participe avec sa propre arme (arbalète de type ancien à l'Italienne XVe siècle. L'arbalète est pratiquement toujours personnelle, adaptée à l'arbalétrier.
Elle est composée d'un fût en bois appelé teniere auquel est fixé l'arc en acier. La corde est en fibre naturelle. Le chargement de l'arme s'effectue avec le girello, un martinet particulier. La corde tendue s'arrête sur un cylindre tournant, commandé par un levier de déclenchement.
Pour effectuer le tir, l'arbalétrier charge son arme, pose le carreau prêt pour le tir, s'installe sur le poste de tir, vise et projette son projectile sur la cible distante de 36 mètres.
La cible (corniolo) a une forme tronconique et fait environ 13 cm de diamètre dépassant de 42 cm de sa base circulaire, elle aussi en bois et de 50 cm de diamètre, de couleur noire.
La partie constituant la cible proprement dite est de couleur blanche. Le centre de la cible est appelé le pallino et est coloré en noir.
Le tireur qui est le plus près du pallino, rapporte la victoire à son Terziere auquel est remis le Palio (ou Drappellone), sorte d'étendard de soie peint chaque fois par un artiste différent.
L'arbalétrier vainqueur obtient en récompense une flèche en or symbolique.
Quand un Terziere réussit à gagner en prenant les trois premières places du tournoi, on dit qu'il a fait cappotto (gagner à plate couture).

## Histoire
Le Balestro trouve ses origines déjà au début du XIVe siècle. Selon des documents historiques, déjà à cette époque, l'usage de l'arbalète et les tournois entre les arbalétriers étaient fréquemment pratiqués.
Le Costitutum Civitatis Massae du début du XIVe siècle vers l'an 1300, parle du Magister Balistrarum (Maître des arbalétriers) et du Camerario, gardien des arbalètes et des autres armes de la ville.
Un autre témoignage est constitué par un parchemin du 2 août 1497.
Mais, le plus important est la délibération du Conseil Majeur en 1476 (Statutorum Mag. Civitatis Massae, pars IIa, Distintio IIa, Anno Domini 1476 die X, Augusti) qui rapporte :  « Le Conseil  Général décide (cum adiuncta Communis et Populi Civitatis Massae, servatis solemnitatis opportunis. In presentia cum dignissimum Potestatem et Capitanum Civitatis Massae STATUIMUS, Rub.) Que l'on fasse un tournoi d'arbalète tous les trois mois. Que l'on donne aux jeunes un exercice élogieux. Que l'on fasse en sorte que l'on organise un tournoi quatre fois l'an, de trois mois en trois mois et chaque fois trois fois, ceci en trois jours fériés et celui qui pendant ces trois jours aura cumulé le plus de points, recevra une arbalète d'acier (seulement si originaire et habitant de Massa). De ces tournois, 2 seront payés par la commune de Massa et les 2 autres par le Potestà. De cette manière on détournera les jeunes de la chasse et
en les encourageant à s'exercer à l'arbalète, ils pourront se rendre utiles dans le cas où ils pourraient aider par les temps qui courent. » 
En 1959 à Massa Marittima, par la volonté de quelques citoyens de Massa, désireux de rappeler les anciennes coutumes de la commune libre, naquit la Società dei Terzieri Massetani (dont le siège est actuellement situé dans la médiévale Palazzina della Zecca). Le but est de rappeler et de faire perdurer l'ancien exercice de l'art de l'arbalète.
La société décida d'organiser deux compétitions par an (sauf éditions spéciales à l'occasion d'évènements particuliers) : la première, le quatrième dimanche du mois de mai (le 20 mai et le jour de la fête de saint Bernardin) et la deuxième le second dimanche d'août).
La compétition de mai est en l'honneur de saint Bernardin de Sienne (copatron de Massa Marittima qui le vit naître), tandis que celle d'août rappelle la constitution de la commune libre du 31 juillet 1225.
La Société, en 1965, adhéra à la Fédération Italienne des Arbalétiers (F.I.B.).

## LaFederazione Nazionale Italiana Balestrieri
Le Balestro del Girifalco, est une des cinq évocations historiques majeures  du tir à l'arbalète à l'italienne qui se déroulent sur le territoire Italien. Les autres se déroulent à Lucques, Sansepolcro, Gubbio et dans la république de Saint-Marin. Les cinq villes médiévales sont les seules où l'on a pu prouver, sans aucun doute possible, l'existence d'une ancienne tradition dans l'emploi de l'arbalète.
Le 13 février 1966, à Arezzo, les délégations des anciennes villes de Massa Marittima, Borgo San Sepolcro, Gubbio et Saint Marin, fondèrent la Federazione Nazionale Italiana Balestrieri, dans le but de conserver et sauvegarder les anciennes traditions du tir à l'arbalète ancienne à l'italienne, pratiqué par leurs villes respectives.
La ville de Lucques fut admise à rejoindre la fédération le 9 avril 1972.
Chaque année la fédération organise par rotation, dans chaque ville, un tournoi national entre les cinq villes inscrites.
Massa Marittima a le devoir d'organiser les tournois de la 3e et de la 8e année de chaque décennie.

### 48etournoinational d'arbalète
Un tournoi d’arbalète, sous le patronage de la fédération, s'est tenu à Lucca, le 6 juillet 2014, mettant aux prises les équipes de Lucca, Massa Marittima et San Marino. Le tournoi se déroulait sur la Piazzale Arrigoni, derrière la cathédrale San Martino. Chaque équipe doit atteindre cinq cibles en trois vagues successives (donc, 15 concurrents par équipe). Le tournoi a été remporté par l'équipe de Massa Marittima.

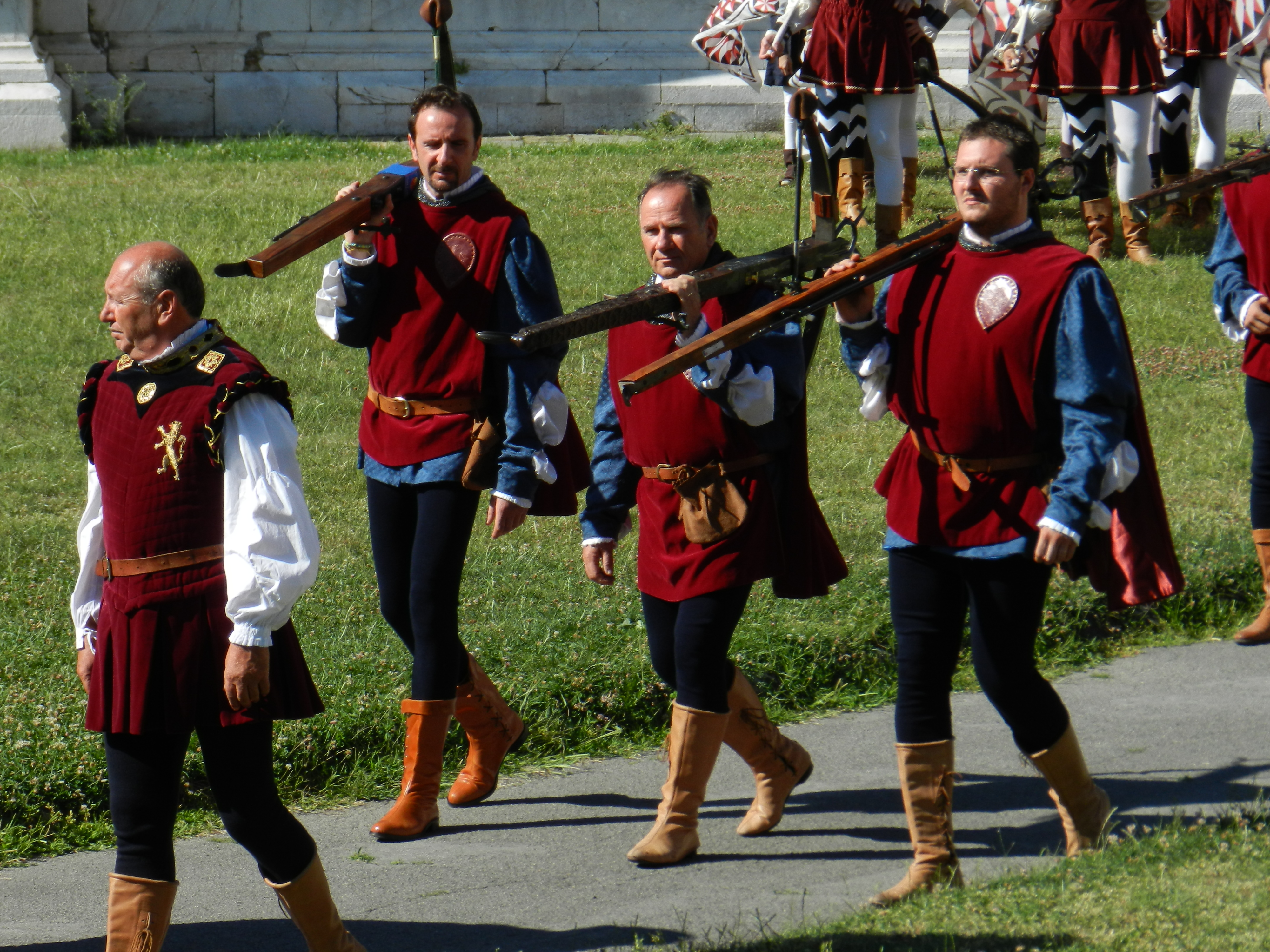
Défilé des concurrents.
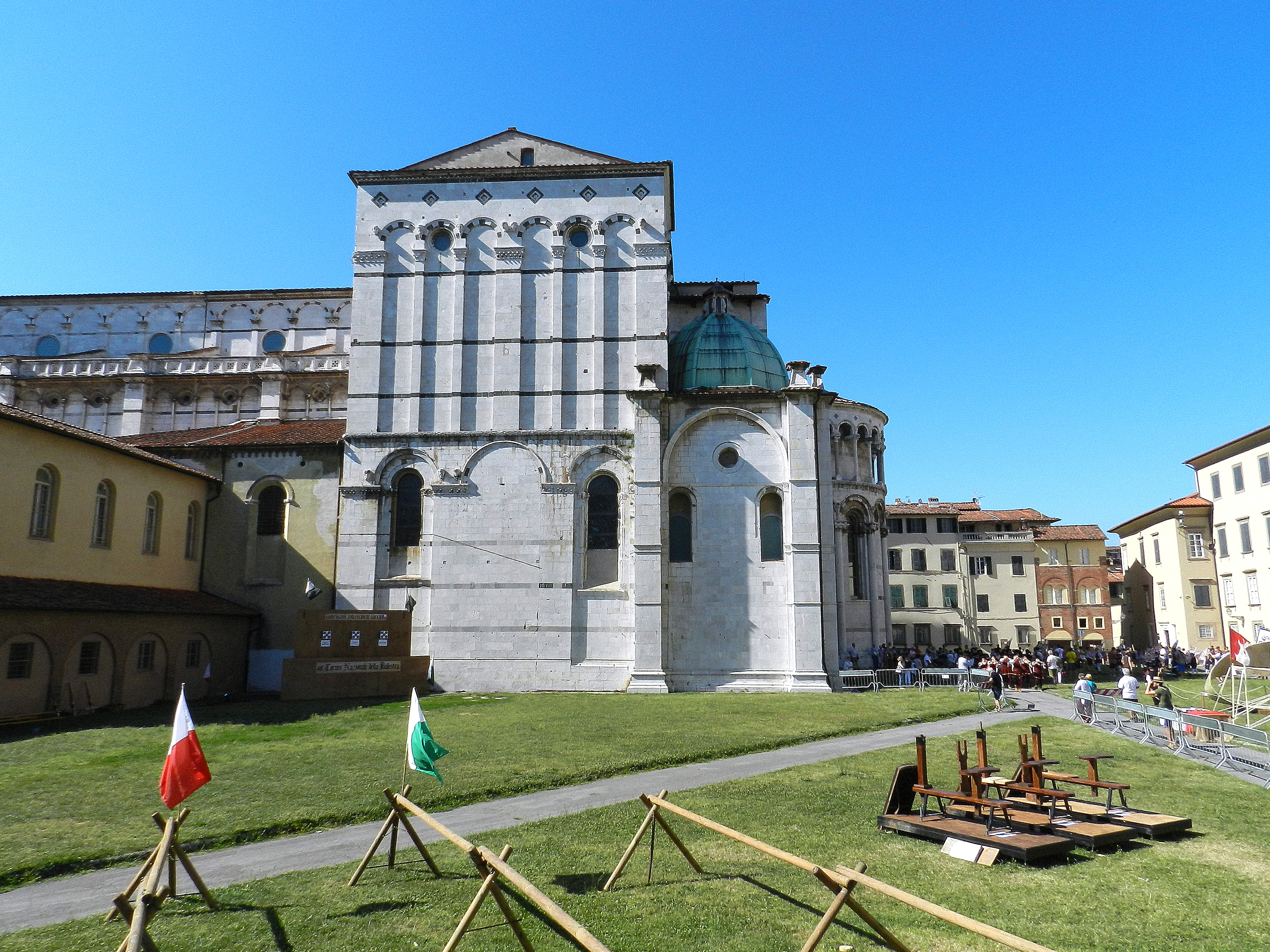
Aire de tir.
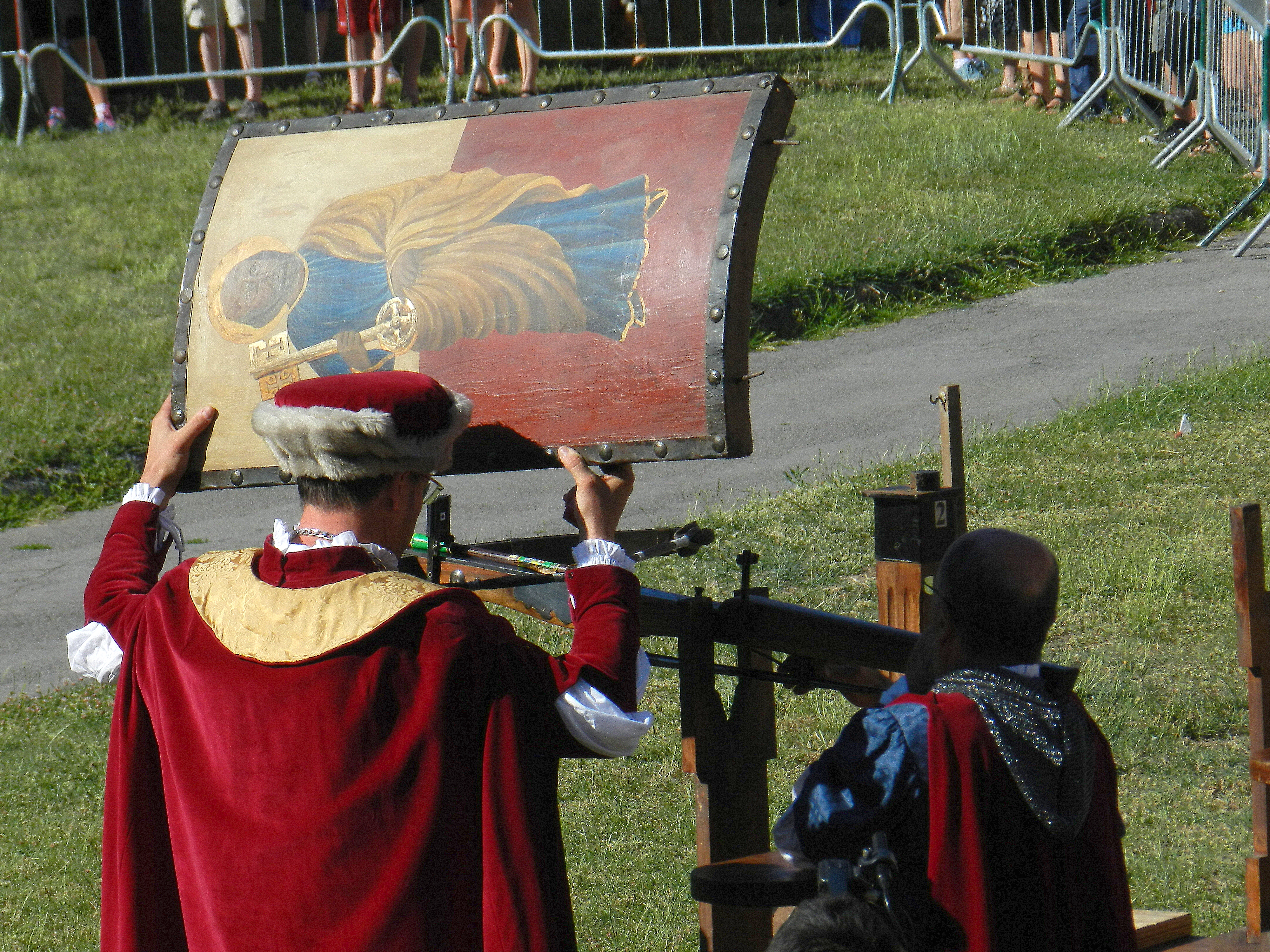
Un concurrent en action.

## Curiosité
Massa Marittima a droit à une présence au cortège historique du Palio de Sienne, où chaque fois, elle envoie quatre de ses représentants : un pour la Commune (le Capitaine du Peuple), et un pour chaque Terziere (les Capitaines des Terzieri avec l'arbalète sur l'épaule).

## Sources
- (it) Cet article est partiellement ou en totalité issu de l’article de Wikipédia en italien intitulé « Balestro del Girifalco » (voir la liste des auteurs).